# Troglohyphantes montanus
Troglohyphantes montanus är en spindelart som beskrevs av Karel Absolon och Josef Kratochvíl 1932. Troglohyphantes montanus ingår i släktet Troglohyphantes och familjen täckvävarspindlar. Inga underarter finns listade i Catalogue of Life.